# جون براتون
جون براتون هو سياسي أمريكي، ولد في 7 مارس 1831 في وينسبورو في الولايات المتحدة، وتوفي بنفس المكان في 12 يناير 1898. نشط حزبياً في الحزب الديمقراطي. وقد انتخب عضو مجلس ولاية كارولاينا الجنوبية ‏ وانتخب عضو مجلس النواب الأمريكي ‏.